# Hải Phòng
Hải Phòng Vietnám harmadik legnépesebb, tartományi jogú városa. A Vörös-folyó torkolatánál fekszik, körülbelül 100 km-re keletre a fővárostól, Hanoitól.
Az ország északi részének legjelentősebb kikötővárosa és Vietnám 3. legnagyobb városa.
A franciák alapították 1880 körül. A vietnámi háború alatt a bombatámadások súlyosan megrongálták.

## Látnivalók
Hải Phòng kiindulási pont a Hạ Long-öböl felé. A város látnivalói:
- Du Hang pagoda
- Chùa Cao Linh és Đền Nghè templomok
- Nu Vuong Rat Thanh Man Coi katolikus katedrális
- A gyarmati építészet (operaház, vasútállomás stb.)
- Madam le Chan-szobor
- A virág- és a halpiac

## Nevezetes emberek
- Mạc Đăng Dung (1483–1541) a Mạc-dinasztia alapítója
- Nguyễn Bỉnh Khiêm (1491–1585) a kaodaizmus vallás szentje
- Mai Trung Thu (1906–80) festő
- Văn Cao (1923–95) zenész, költő, festő
- Ngọc Sơn (1970– ) énekes
- Phan Thị Hà Thanh (1991– ) tornász
- Thu Phương (1972-) pop-énekes

## Fordítás
- Ez a szócikk részben vagy egészben  a   Haiphong című angol Wikipédia-szócikk fordításán alapul.  Az eredeti cikk szerkesztőit annak laptörténete sorolja fel. Ez a jelzés csupán a megfogalmazás eredetét és a szerzői jogokat jelzi, nem szolgál a cikkben szereplő információk forrásmegjelöléseként.